# Georg Heinrich Sieveking

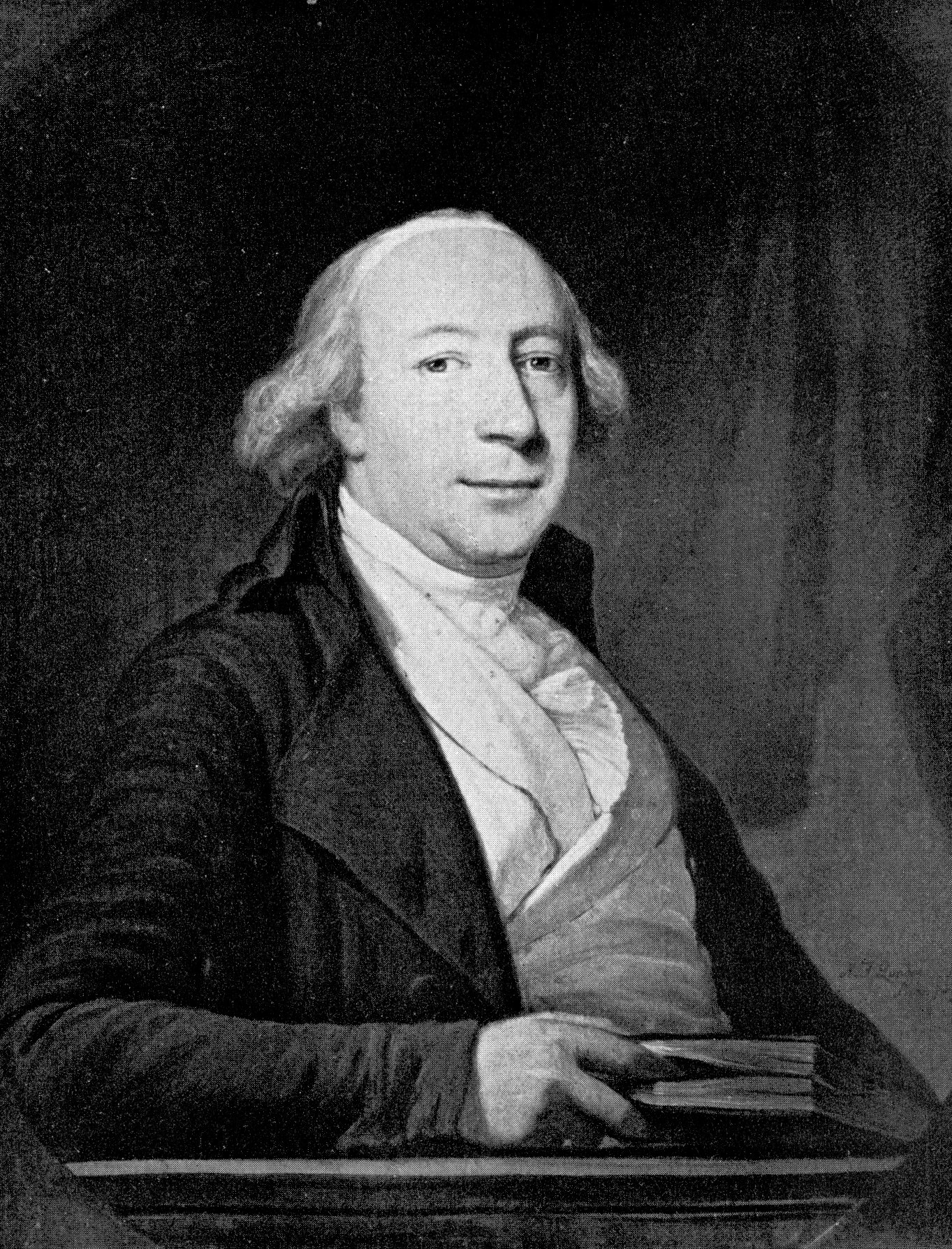
Gemälde von Martin Ferdinand Quadal; 1796

Georg Heinrich Sieveking (* 28. Januar 1751 in Hamburg; † 25. Januar 1799 ebenda) war ein Hamburger Kaufmann und Aufklärer. Gemeinsam mit seinem Freund und Geschäftspartner Caspar Voght führte er eines der größten Handelshäuser der Hansestadt in der zweiten Hälfte des 18. Jahrhunderts. Die beiden profitierten von der Plantagenwirtschaft in Übersee und planten eine Sklavenfahrt, die allerdings nicht in die Tat umgesetzt wurde. Sieveking war ein begeisterter Anhänger der Aufklärung und vertrat die Ideale der Französischen Revolution. Zum Jahrestag des Sturms auf die Bastille fand auf Sievekings Initiative hin am 14. Juli 1790 in Harvestehude ein Freiheitsfest statt, das weit über Hamburg hinaus Beachtung fand. Nur wenige Jahre vor seinem unerwarteten Tod gelang Sieveking 1796 in Verhandlungen in Paris die Aufhebung des 1793 gegen Hamburg verhängten Handelsembargos.

## Leben

### Herkunft, Kindheit und Jugend
In dem aus Westfalen stammenden väterlichen Zweig der Familie Sieveking war Georg Heinrichs Großvater Ahasver Hinrich (1668–1729) der erste, der dem kaufmännischen Beruf nachging, indem er ein auf den Leinenhandel spezialisiertes Unternehmen in Versmold gründete. Dessen Sohn Peter Niclaes Sieveking (1718–1763) ging 1734 nach Hamburg, wo er das Tuchhandelgeschäft weiterführte und 1747 das Bürgerrecht erwarb. Zwei Jahre später heiratete er Catharina Margaretha Büsch, die Tochter eines aus Lüneburg nach Hamburg gekommenen Weinhändlers, deren Bruder Georg Heinrich Büsch den Aufstieg zum Hamburger Senator geschafft hatte. Nach diesem wurde ihr 1751 geborener erster Sohn Georg Heinrich Sieveking genannt. Gemeinsam mit seinem ein Jahr jüngeren Bruder, dem späteren Hamburgischen Senator Heinrich Christian Sieveking, wurde Georg Heinrich zunächst von Hauslehrern unterrichtet. Großen Einfluss übte der Hauslehrer Velthusen auf ihn aus. Der Familientradition folgend wurde er vom Vater für den Kaufmannsberuf bestimmt, was ihm aufgrund seiner ausgeprägten mathematischen Begabung auch entgegenkam. Ab 1768 besuchte er zusammen mit seinem Bruder die Vorlesungen bei Johann Georg Büsch an der Hamburger Handelsakademie.

### Das Handelshaus Voght & Sieveking

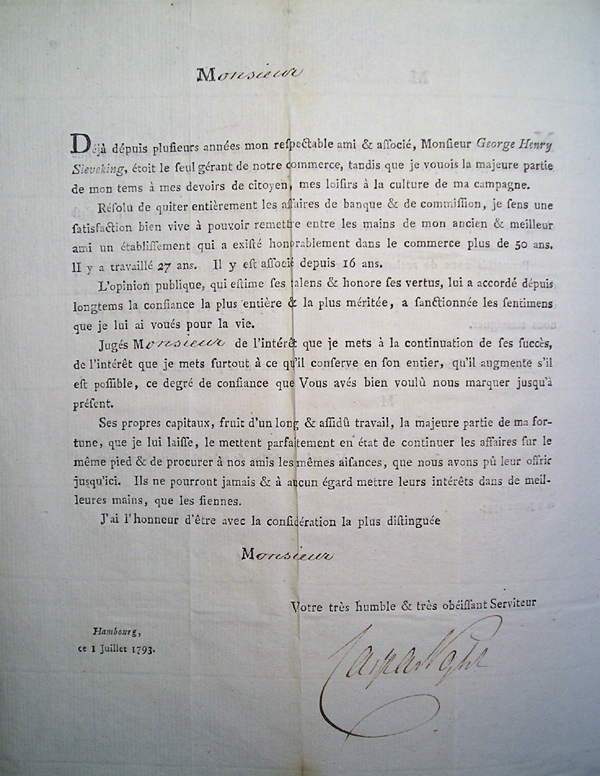
Geschäftsrundschreiben („Zirkular“) vom 1. Juli 1793 mit der Ankündigung Voghts, sich aus dem gemeinsamen Unternehmen zurückzuziehen

Am 1. August 1766 trat Sieveking als Lehrling in das Handelshaus des damaligen Hamburger Senators Caspar Voght ein. Während seiner Lehrzeit erwies er sich als so tüchtig, dass Voght ihm am 1. Januar 1777 – gemeinsam mit seinem eigenen, gleichnamigen Sohn Caspar Voght – einen Anteil am Geschäft einräumte. Nach dem Tod des Senators im Jahre 1781 führten die beiden das Unternehmen zunächst gemeinsam weiter, erst unter dem Namen „Caspar Voght & Co.“, dann, ab 1788, unter der Bezeichnung „Voght und Sieveking“. Bis zu Sievekings vierzigstem Geburtstag am 28. Januar 1791 hatte Voght ihn mit einem Drittel am Gewinn beteiligt, danach beteiligte er ihn mit der Hälfte. Am 1. Juli 1793 trat Caspar Voght schließlich alle Geschäfte mit Ausnahme des Amerikahandels an Sieveking ab und widmete sich anderen Projekten.
Während der Hochphase des Amerikanischen Unabhängigkeitskrieges planten die Geschäftsleute 1782 eine Beteiligung am transatlantischen Versklavungshandel. Es wurden Vorbereitungen zur Abwicklung des Geschäfts getroffen. Die Fahrt fand schlussendlich jedoch nicht statt. Grund dafür waren nicht etwa moralische Überlegungen. Der Beteiligung norddeutscher Kaufleute am Sklavengeschäft standen erstens Hindernisse in Form von Kosten und Risiken entgegen, zweitens die merkantilistische Wirtschaftspolitik der europäischen Kolonialmächte. Die Planungen der Sklavenfahrt und auch der Handel mit Übersee geschah vor dem Hintergrund, dass sich Hamburg im 18. Jahrhundert als ein Zentrum des mitteleuropäischen Kolonialwarenhandels etabliert hatte. Der Handel profitierte in ganz erheblichem Ausmaß von der versklavungsbasierten Plantagenwirtschaft. Im Jahr 1782 taucht ein weiteres Schiff, die Vergulde Roos, in den historischen Quellen auf. Das Schiff fuhr unter hamburgischer Flagge im Auftrag von Sieveking und Voght auf eine längere Fahrt. Unter anderem sollte die französische Kolonie Isle de France angelaufen werden. Das Schiff beteiligte sich möglicherweise verdeckt am Versklavungshandel. Für ein Handelsschiff war es ungewöhnlich groß und mit einer ungewöhnlich großen Mannschaft, die Besatzung umfasse 44 Personen, ausgestattet. Bemerkenswert ist ebenfalls, dass das Schiff Mauritius anlief – eine Destination, die zu dieser Zeit von Hamburg aus nicht angefahren wurde. Die Aufzeichnungen zur Anmusterung in den historischen Quellen sind für eine Handelsfahrt in unüblichem Maße ausführlich.
Anstatt sich auf eine bestimmte Handelssparte zu konzentrieren, handelten Voght und Sieveking mit einem breiten Spektrum an Waren und auf der Grundlage eines weit gespannten Korrespondentennetzes. Der Schwerpunkt ihres Einfuhrhandels lag zunächst auf den Häfen der französischen Atlantikküste und Englands, doch schon mit Ausbruch des Amerikanischen Unabhängigkeitskrieges kamen auch mit Tabak, Reis und Indigo beladene Schiffe des Unternehmens aus den Häfen der nordamerikanischen Ostküste in der Hansestadt an. Beinahe sprichwörtlich ist heute der Ausspruch Voghts, der von sich selbst meinte: „Ich war der erste Hamburger Kaufmann, der aus Mocca Kaffee, aus Baltimore Toback, aus Surinam Kaffee, aus Afrika Gummi holte“.
Der eigentliche Motor des bis 1793 gemeinschaftlich betriebenen Unternehmens war jedoch Georg Heinrich Sieveking. Während Voght auf seinen ausgedehnten Reisen ganz Europa durchquerte, kümmerte sich sein Partner Sieveking in Hamburg weitgehend alleinverantwortlich um die Abwicklung der Geschäfte. Dies unterstrich Voght selbst, als er in einem Rundschreiben an alle Geschäftspartner vom Juli 1793 schrieb, sein Freund sei schon seit einigen Jahren der alleinige Entscheidungsträger des Handelshauses („le seul gérant de notre commerce“) gewesen.

### Sieveking und die französische Revolution

#### Freundschaftskreis, Logentätigkeit
Schon früh hatte Sieveking ein ausgeprägtes Interesse an der Literatur entwickelt. Gemeinsam mit seinen etwa gleichaltrigen Jugendfreunden Johann Michael Hudtwalcker und Caspar Voght verfasste der Aufklärer Gedichte und Prosa und führte im Kreise von Hudtwalckers Schwestern Theaterstücke auf. Sievekings Ehefrau Johanna Margaretha, geb. Reimarus (* Hamburg 20. November 1760, † Hamburg 12. Juni 1832), die er am 2. Oktober 1782 geheiratet hatte, führte in Hamburg einen Literarischen Salon, der ebenfalls diese Ideen pflegte. Sie war eine Tochter des Arztes Johann Albert Heinrich Reimarus aus dessen ersten Ehe mit Johanna Friederike, einer Tochter von Johann Albert Fabricius.
Zu den größten Vorbildern des Kreises um Sieveking gehörten Gotthold Ephraim Lessing und der als Dichter des Messias schwärmerisch verehrte Friedrich Gottlieb Klopstock. Die Ideen der Aufklärung vertiefte Sieveking als Freimaurer in der Hamburger Loge „St. Georg zur grünenden Fichte“, zu deren Meister vom Stuhl er 1789 gewählt wurde. In einer Logenrede über die Freiheit setzte er sich bereits 1777 für einen gemäßigten Freiheitsbegriff ein: „Freiheit ist eben nicht Gesetzlosigkeit: Selbst der erhabene Baumeister des großen Weltalls, der das freieste aller Wesen ist, wird in jeder seiner Handlungen durch die ewigen, unveränderlichen Gesetze der Schönheit, Weisheit und Stärke, der Ordnung und Harmonie regiert. Frei ist der, welcher in seiner Wahl durch vernünftige Gründe und nicht durch fremde Gewalt bestimmt ist. Freiheit im Staate heißt nicht Unabhängigkeit von den Gesetzen, sondern Sicherheit vor unvernünftigen Gesetzen und eigenmächtigen Eingriffen der Obrigkeit in unsere Rechte.“ Sieveking und seine Freunde sahen ihre geistigen Ideale in die Tat umgesetzt, als 1789 in Frankreich die Revolution ausbrach, jedenfalls so lange, bis die revolutionäre Freiheitsidee durch die Schreckensherrschaft Robespierres ad absurdum geführt wurde.
Sieveking erwarb 1793 zusammen mit Piter Poel und Conrad Johann Matthiessen einen Landsitz in Neumühlen, den heutigen Donners Park, der sich zu einem Treffpunkt von großer gesellschaftlicher Bedeutung entwickelte. Zu den Besuchern zählten Klopstock, Wilhelm von Humboldt und Friedrich Heinrich Jacobi.

#### Das Harvestehuder Freiheitsfest
Während der erste Jahrestag des Sturms auf die Bastille am 14. Juli 1790 in Paris auf dem Marsfeld gefeiert wurde, fand am selben Tag in Harvestehude vor den Toren Hamburgs ein Freiheitsfest statt, dessen Initiator Georg Heinrich Sieveking war. Die prominentesten unter den rund achtzig Gästen waren Adolph Freiherr Knigge und Sievekings Jugendidol Friedrich Gottlieb Klopstock.

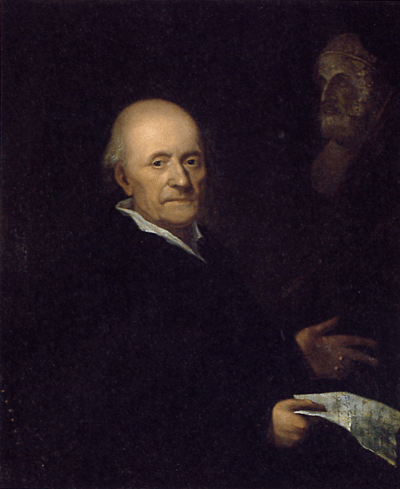
Friedrich Gottlieb Klopstock, Gemälde von Maria Elisabeth Vogel

Sieveking hatte für den Anlass eine Ode auf die Revolution verfasst, die von einem Chor junger, weiß gekleideter und mit der revolutionären Kokarde geschmückter Mädchen vorgetragen wurde. Die an den Idealen von 1789 orientierte Sievekingsche Ode hinterließ einen tiefen Eindruck. Sophie Reimarus, geb. von Hennings, die zweite Ehefrau des Hamburger Arztes Johann Albert Heinrich Reimarus und damit Stiefmutter von Sievekings Ehefrau, schrieb später, dass durch Sievekings Lied „eine Saite berührt wäre, in deren Ton alle einstimmten“.
Das Fest begründete in Hamburg die politische Festkultur und sorgte weit über die Grenzen der Stadt hinaus für Aufsehen. Die französischen Zeitungen berichteten über die zunehmende Ausbreitung revolutionären Gedankengutes im Ausland. Sogar der Führer der Girondisten in Paris, Jacques Pierre Brissot, erwähnte das Fest lobend in seinem Patriot Français. Für die politische Kultur Hamburgs blieb es jedoch ohne konkrete Folgen. Der Senat, die städtischen Unterschichten und der überwiegende Teil des städtischen Bürgertums nahmen es gar nicht zur Kenntnis. Sauveur Joseph Gandolphe, der französische Geschäftsträger in Hamburg, hielt eine Würdigung der Pariser Ereignisse nur unter Franzosen innerhalb des Gesandtschaftshotels für angemessen. Seine Teilnahme lehnte er mit den Worten ab, dass „die Feier in Harvestehude zur Erregung einer Bevölkerung Anlaß hätte geben können, die in diesem Augenblicke die ruhigste in ganz Europa sei“.

#### Gemeinnütziges Engagement
Noch im Jahr 1789 argumentierte Sieveking in einer Schrift über den hamburgischen Münzfuß rein ökonomisch und vertrat die Auffassung, bei einem niedrigen Lohn könnten Manufakturen und Fabriken am besten existieren. Die Revolution sensibilisierte Sieveking wohl in politischen und sozialen Fragen. In einer Vorlesung vor der „Hamburgischen Gesellschaft zur Beförderung der Künste und nützlichen Gewerbe“ („Patriotische Gesellschaft von 1765“), deren Mitglied er war, machte er 1791 zahlreiche Reformvorschläge, die aber erst 1797 veröffentlicht wurden. Sieveking wandte sich gegen übertriebenen Luxus bei Mahlzeiten, in der Kleidung und bei Begräbnissen. Er forderte die Gründung einer „Ersparniskasse“, die ärmere Menschen im Fall von Krankheit oder Arbeitslosigkeit helfen sollte. Seine vermögenden Mitbürger forderte er auf, ehrlich ihre Steuern und Abgaben zu zahlen. 
1785 wurde Sieveking Provisor des Werk- und Zuchthauses. Ein Jahr nach Ausbruch der Französischen Revolution trat er als neuer Vorsteher des Werk- und Zuchthauses dafür ein, auch den Insassen die Menschenrechte zu gewähren. Sieveking war gegen das Recht der Provisoren, eigenmächtig Aufnahmen ins Zuchthaus durchzuführen. Das Aufnahmerecht konnte jedoch erst 1805 abgeschafft werden. Ihm gelang es aber, zehn Jungen aus dem Werk- und Zuchthaus zu entlassen und sie nach Philadelphia zu bringen. Er setzte sich auch für ein eigenes städtisches Gesetzbuch ein.

#### An meine Mitbürger

Hinrichtung Ludwigs XVI. (Kupferstich aus dem Jahr 1793)

Nachdem sich die Revolution in Frankreich immer weiter radikalisiert hatte und der französische König Ludwig XVI. im Januar 1793 auf das Schafott geführt worden war, geriet Sieveking in Hamburg zunehmend unter Druck. Die 1792 von Hamburger Kaufleuten und Schriftstellern um den französischen Gesandten Lehoc gegründete Lesegesellschaft („Société de Lecture“) musste Sieveking als ihr Präsident auf Druck konservativer Kräfte bereits am 29. Dezember 1792 wieder auflösen. Sieveking wurde sogar persönlich bedroht: Unbekannte warfen ihm einen Strick ins Haus und malten einen Galgen an die Tür. Dem Vorwurf, er sei ein Jakobiner, trat er schließlich in einer öffentlichen Verteidigungsschrift unter dem Titel An meine Mitbürger entgegen, in der er energisch bestritt, den Tod des Königs begrüßt zu haben. Er sei Mitglied bei den Freimaurern und in der Patriotischen Gesellschaft, aber kein Jakobiner. Die Auswüchse der Revolution verurteilte er als „Anarchie, Cabale, Ungehorsam gegen die Gesetze, Irreligiosität, Grausamkeit und Mord“, wandte sich jedoch nicht grundsätzlich gegen die auf den Gedanken der Aufklärung basierenden Grundprinzipien der Revolution. Sein Geschäftspartner Voght ging hingegen so weit, später den Titel „Baron“ anzunehmen und sich für eine Einschränkung der Pressefreiheit einzusetzen.

### Als hamburgischer Sondergesandter in Paris (1796)

#### Reichskrieg, Ausweisung Le Hocs und Embargo
Als der Erste Koalitionskrieg (1792–1797) gegen Frankreich offiziell zum Reichskrieg erklärt wurde, hatte dies schwerwiegende Folgen für den hamburgischen Frankreichhandel. Insbesondere die Ausfuhr der kriegswichtigen Güter Getreide und Fleisch war verboten. Eine Reihe von Kaufleuten – unter ihnen auch Sieveking – versuchten sich diesem Verbot zu entziehen, indem sie ihre Waren ins dänische Altona transportierten und von dort auf Schiffen nach Frankreich schickten. Die trotz der Verbote weiterhin engen Beziehungen der Hamburger zu ihrem bisher mit Abstand wichtigsten Handelspartner Frankreich erregten zunehmend das Missfallen Österreichs und seines Verbündeten Preußen. Im Februar 1793 verlangte der niedersächsische Reichskreis mit Preußen an der Spitze, unterstützt durch den kaiserlichen Gesandten Binder von Kriegelstein, die Ausweisung des französischen Gesandten in Hamburg, Louis-Grégoire Le Hoc. In dieser angespannten Situation verließ Le Hoc freiwillig die Stadt. Der Nationalkonvent erklärte daraufhin die Beschlagnahme aller in französischen Häfen liegenden Hamburger Schiffe und verhängte ein Handelsembargo über die Hansestadt. Dieses Embargo wurde jedoch durch die Vermittlung Sievekings 1796 wieder aufgehoben, da aufgrund der wirtschaftlichen Bedeutung Hamburgs eine Verschlechterung der Beziehungen nicht im Interesse Frankreichs lag.

#### Sievekings Mission in Paris

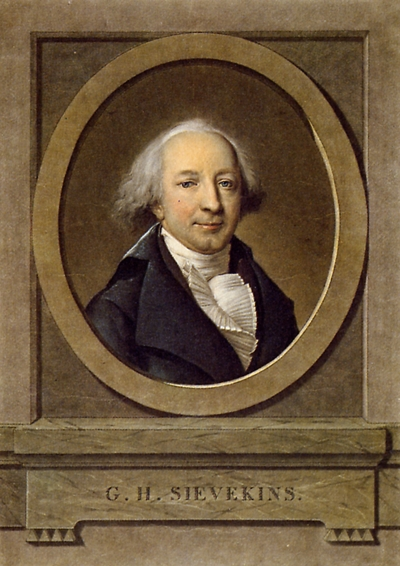
Georg Heinrich Sieveking, Kolorierter Kupferstich von P. M. Alix, Paris

Als Nachfolger Le Hocs wurde im Juni 1795 Karl Friedrich Reinhard nach Hamburg geschickt. Auf Druck des Reiches musste der Hamburger Senat Reinhard am 25. Januar 1796 das Agrément verweigern. Am 27. Februar 1796 verließ Reinhard Hamburg und ging nach Bremen. In dieser diplomatischen Krise sollte Sieveking wegen seines hohen Ansehens in Paris vermitteln. Am 31. März 1796 traf er in Paris ein. Dort war nach der Niederschlagung des gegenrevolutionären Aufstandes vom 13. Vendémaire (5. Oktober 1795) durch Napoleon und Paul de Barras eine Zeit der innenpolitischen Ruhe eingekehrt. Am 12. April 1796 erhielt Sieveking eine erste Audienz beim Direktorium, bei der es jedoch zu keiner Lösung des Konfliktes kam. Sein Plan, Frankreichs Finanzen durch eine Anhebung des Wechselkurses für die weitgehend entwerteten Assignaten zu stützen, wurde nicht nur von Paris als unzureichend, sondern auch vom Hamburger Senat als undurchführbar abgelehnt. Am 27. April erhielt Sieveking von der Hamburger Kommerzdeputation 311.172 Mark zur freien Verfügung, und er zögerte nicht, sie an Barras und andere Entscheidungsträger der Republik als Bestechungsgelder auszuzahlen. Nach einem Gespräch Sievekings mit dem französischen Finanzminister Ramel im Mai nahm die Sache schließlich eine günstige Wendung. Der am 14. Juni 1796 vom Direktorium gebilligte Vertrag sah die Zahlung von insgesamt 13 Millionen Livres vor, für die Sieveking persönlich haftete. Noch am selben Abend ließ Barras Sieveking zu sich bitten und sagte ihm: „Votre affaire est finie“ (deutsch: „Ihre Angelegenheit ist erledigt.“). Die offizielle Unterzeichnung fand zehn Tage später statt, und noch am selben Tag schrieb Sieveking besorgt nach Hamburg: „Ob ich das Opfer meines Patriotismus sein werde, das werden meine Mitbürger entscheiden.“ Doch seine Furcht erwies sich als unbegründet. Bei seiner Rückkehr im Juli 1796 wurde Sieveking mit großen Ehrenbezeugungen empfangen. In seinem Bericht vor den versammelten Mitgliedern der Kommerzdeputation erklärte er: „Ich schwöre es bei Ihrer Achtung, bei meiner Ehre, ich habe Hamburg gerettet. Ich habe dabey gewagt arm zu werden“.

### Tod
Am 25. Januar 1799 starb Sieveking plötzlich und unerwartet. In einem Brief schrieb Wilhelm von Humboldt über ihn: „Das Andenken des Verstorbenen wird gewiß bei allen seinen Freunden unvergeßlich bleiben, und gewiß ist nur wenigen das Glück zu teil geworden, so allgemein und so aufrichtig bedauert und vermißt zu werden.“
Sieveking wurde im Familiengrab in der Hauptkirche St. Nikolai beigesetzt und 1810 nach außerhalb zum Begräbnisplatz St. Nikolai überführt. Auf dem Grabstein für seine Witwe Johanna Margaretha, so wie er im Bereich der Sieveking-Familiengrabanlage (Planquadrat S. 25 / 26) auf dem Ohlsdorfer Friedhof steht, ist er nicht eingraviert.
Das Sievekingsche Handelshaus wurde von seiner Witwe zusammen mit den Teilhabern Jean François Bertheau (1763–1829) und Friedrich Joachim Schlüter (1753–1813), hanseatischer Gesandter in Frankreich, fortgeführt. Es musste durch die Kontinentalsperre 1806 Verluste hinnehmen, konnte jedoch 1807 schon wieder einen Gewinn von 62.298 Mark Banco verbuchen. In den folgenden Jahren nahmen die Verluste allerdings zu. 1811 ging das Handelshaus in Konkurs.

## Werke
- Materialien zu einem vollständigen und systematischen Wechsel-Recht: mit besonderer Rücksicht auf Hamburg; denkenden Rechtsgelehrten und Kaufleuten zur Prüfung vorgelegt. Zum Druck befördert von der Hamburgischen Commerz-Deputation. Hamburg: Treder 1792